# Leucopogon sprengelioides
Leucopogon sprengelioides är en ljungväxtart som beskrevs av Otto Wilhelm Sonder. Leucopogon sprengelioides ingår i släktet Leucopogon och familjen ljungväxter. Inga underarter finns listade i Catalogue of Life.